# Burg Étampes
Die Burg Étampes war eine königliche Festung in Étampes. Von der Höhenburg existiert nur noch die Ruine des Donjon, genannt Tour de Guinette. Sie stand auf dem Plateau de Guinette im Nordwesten der Stadt und überragte die Täler der Louette, der Chalouette und der Juine.

## Geschichte
Eine erste Burg wurde im Auftrag des Königs Robert II. (996–1031) gebaut. Der heutige Donjon stammt aus der Zeit zwischen 1130 und 1150. Ende des 12. Jahrhunderts wurden die Umfassungsmauern angefügt. Von 1201 bis 1213 war die Königin Ingeborg hier inhaftiert. 1589 erlaubte Heinrich IV. den Bürgern von Étampes, die Steine der Burg für den Hausbau zu verwenden. Während der Revolution wurde das Gelände verkauft, der neue Eigentümer ließ die letzten Gebäude abreißen und machte aus dem Turm einen Steinbruch. 1821, nach der Restauration, verkaufte der Herzog von Orléans die Burg. 1859 erwarb die Stadt Étampes den Donjon, der 1862 zum Monument historique erklärt wurde.

## Architektur
Die Burg war reine Verteidigungsanlage ohne jeden Wohncharakter. Sie bestand aus einem früher 36 Meter hohen Donjon im Zentrum, der in der Form eines vierblättrigen Kleeblatts gebaut ist, von denen jedes sieben Meter im Durchmesser hat. Im Zentrum des Donjon war ein Brunnen gegraben. Der Zugang zum Donjon erfolgte über eine Zugbrücke im Südosten. Um den Donjon befand sich eine innere quadratische Mauer von 50 Meter Seitenlänge, an den Ecken jeweils ein Turm. Um die innere Mauer zog sich ein zweites Mauerquadrat von 80 Meter Seitenlänge, die ebenfalls an den Ecken mit Türmen versehen war. Zwischen diesen beiden Mauern war auf der Westseite ein zweiter Brunnen gegraben. Im Nordosten an diese Mauer angebaut stand die Burgkapelle.
Ein dritter Mauerring zog sich ebenfalls fast quadratisch um diese Anlage herum, der wiederum von einem Graben umgeben war. Die Seiten dieses äußeren Rings waren 160 bis 185 Meter lang. Der Hof zwischen zweiter und dritte Mauer war geteilt, so dass wiederum ein äußerer und innerer Bereich entstand. Zugang zum äußeren Burghof im Norden hatte man von außen durch zwei Tore mit Zugbrücken, eines im Westen (Porte de Dourdan) und eines im Osten (Porte d’Étampes). Von hier aus gab es wiederum zwei Durchgänge zum inneren Burghof.

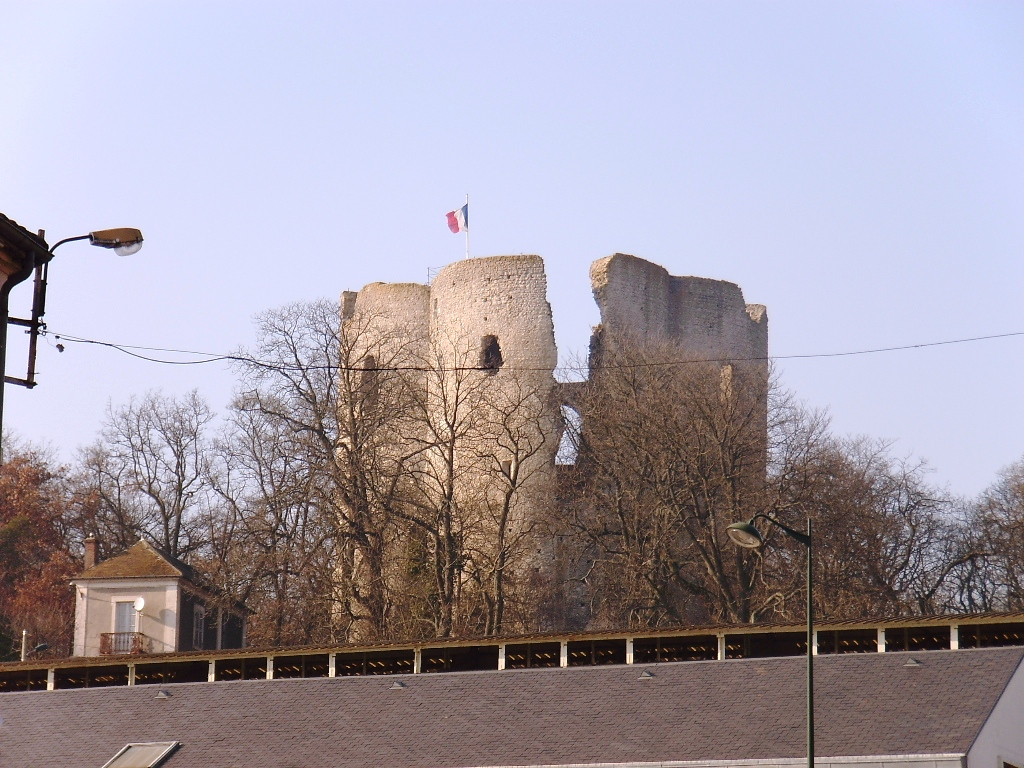
Die Tour de Guinette
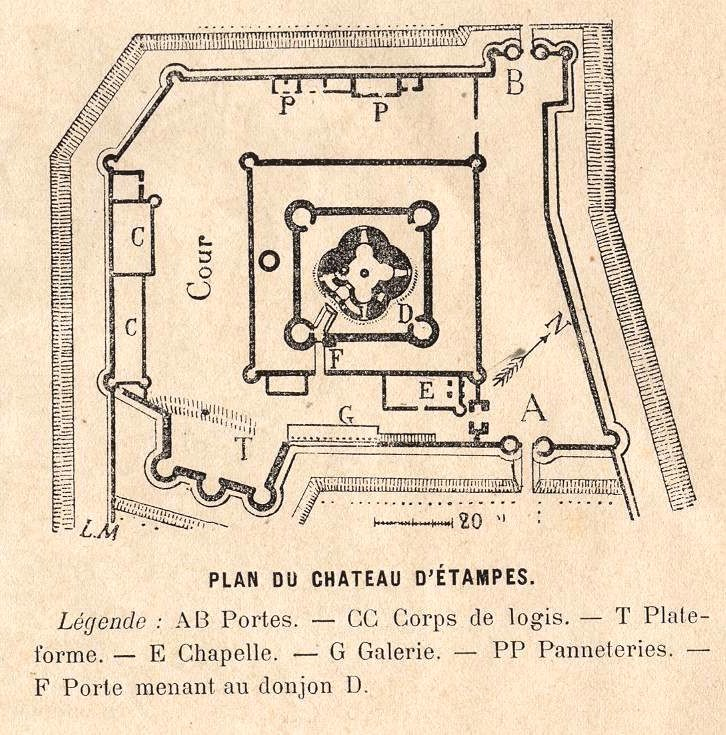
Grundriss der Burg
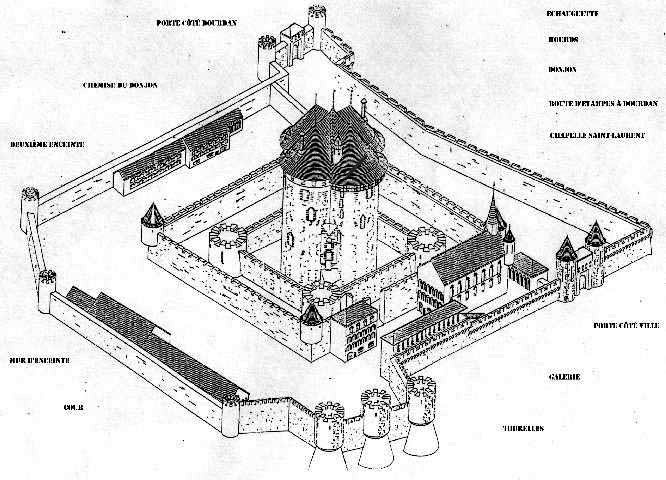
Gezeichnete Ansicht der Burg (Rekonstruktion)
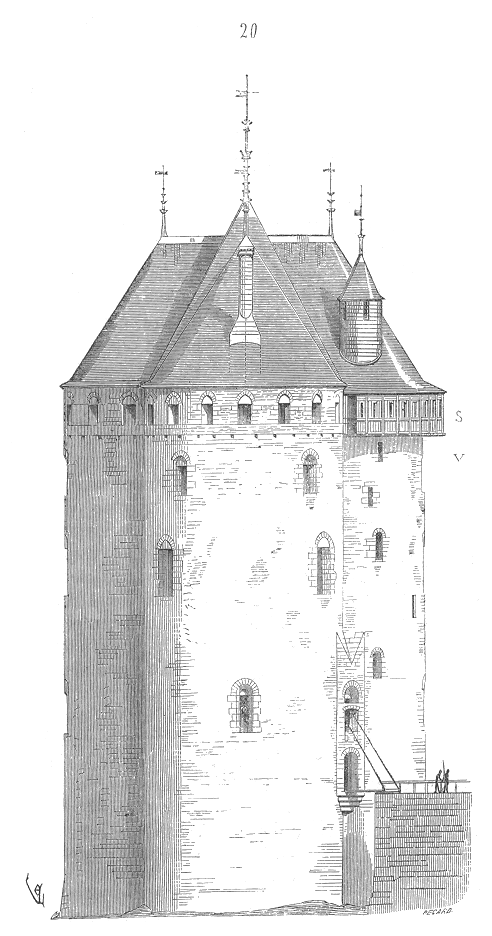
Der Donjon in einer rekonstruierenden Zeichnung von Eugène Viollet-le-Duc
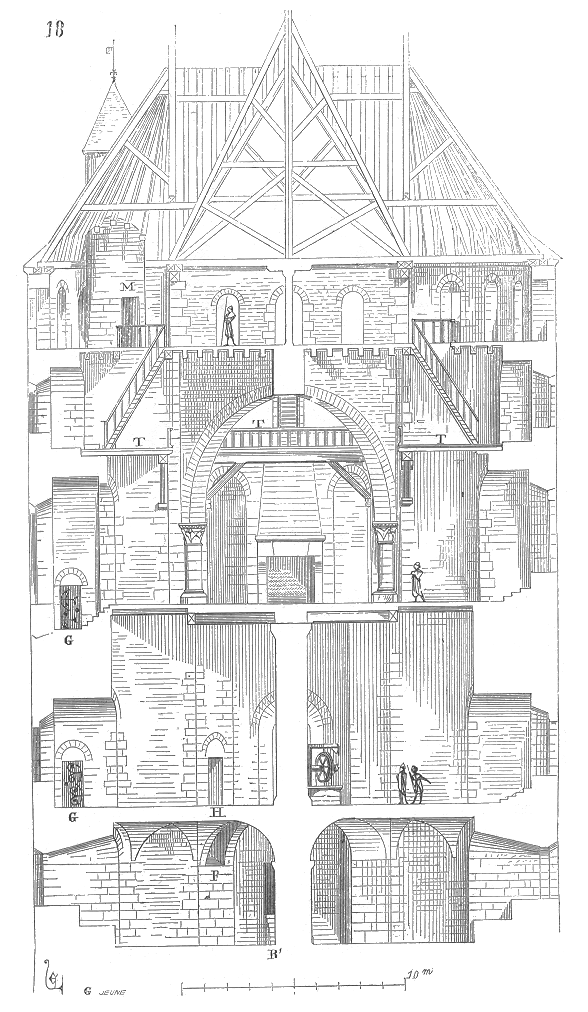
Schnitt durch den Donjon (Viollet-le-Duc)